# 마우스2
《마우스 2》tvN에서 방영된 드라마 마우스의 속편이다. 현재 진행이 미정인 상황이다.

## 등장인물

### 주요인물
- 이승기 : 정바름/정재훈 역 (아역 : 김강훈, 서우진) - 무진북부경찰서 구동지구대 순경. 고등학생 때 학교 폭력 가해자를 때려잡고 '시민 영웅상'까지 받은 이름값 지대로 하는 이 시대의 진정한 귀감 청년.
- 이희준 : 고무치 역 (아역 : 서동현, 송민재) - 33세. 무진북부경찰서 강력2팀. 계급은 경사. 가족과 캠핑을 떠났다가 헤드헌터 살인마에게 해를 입었다. 가족 모두의 희생으로 간신히 살아남아 구출되었고, 헤드헌터 검거에 큰 공헌을 했다.
- 박주현 : 오봉이 역  (아역 : 주예림) - 할머니와 단둘이 사는 문제적 고딩! 권투부터 주짓수까지 못하는 운동이 없을 정도인 무술 도합 10단 소녀.
- 경수진 : 최홍주/박현수 역 (아역 : 김수인, 박소이) - 셜록 홍주'로 불리는 시사 교양 PD. 어린 시절, 모종의 이유로 헤드헌터인 한서준의 심부름을 하는 장면으로 첫 등장.

### 그외 사람들
- 조재윤 : 대니얼 리 역 - 유전학 박사로 어린 시절 영국에 있는 한국인 양부모에게 입양되었다. 캠브릿지 대학 교수로서, 태아의 유전자를 감식 하여 특정한 유전자를 가진 태아는 싸이코패스로 자라날 확률이 99%, 아니면 천재로 자라날 확률이 1%인 감별법을 발견하여 노벨상 후보에도 올랐다.

### 경찰서 사람들
- 안내상 : 박두석 역 - 헤드 헌터에 의해 두 자녀를 잃고 정신이 나가버린 아내를 돌보는 형사. 동료 고무치가 사고를 치더라도 감싸주려고 애를 쓰는 모습을 종종 보여준다. 최홍주의 친 아버지
- 현봉식 : 복호남 역 - 무진북부경찰서 강력2팀장. 두석의 후배로, 1995년에는 ‘헤드 헌터 연쇄 살인 사건’이 신입 시절 첫 사건이었다. 두석의 아픔과 고통을 누구보다 잘 알고, 옆에서 위로하는 인물.
- 윤서현 : 강기혁 역 - 무진북부경찰서 강력2팀. 늦깎이 경찰. 무치와는 입사 동기로, 무치 보다 형이다.

## 참고 사항
사람들이 이 드라마의 시즌 2가 있다고 믿게 만드는 것들 :
- 피오 (신상) 딸이 사이코패스유전자를 가졌고 사이코패스 법안이 통과가 되었다.
- 한서준이 죽인 실험쥐가 다시 살아났다.